# Nova Anglia

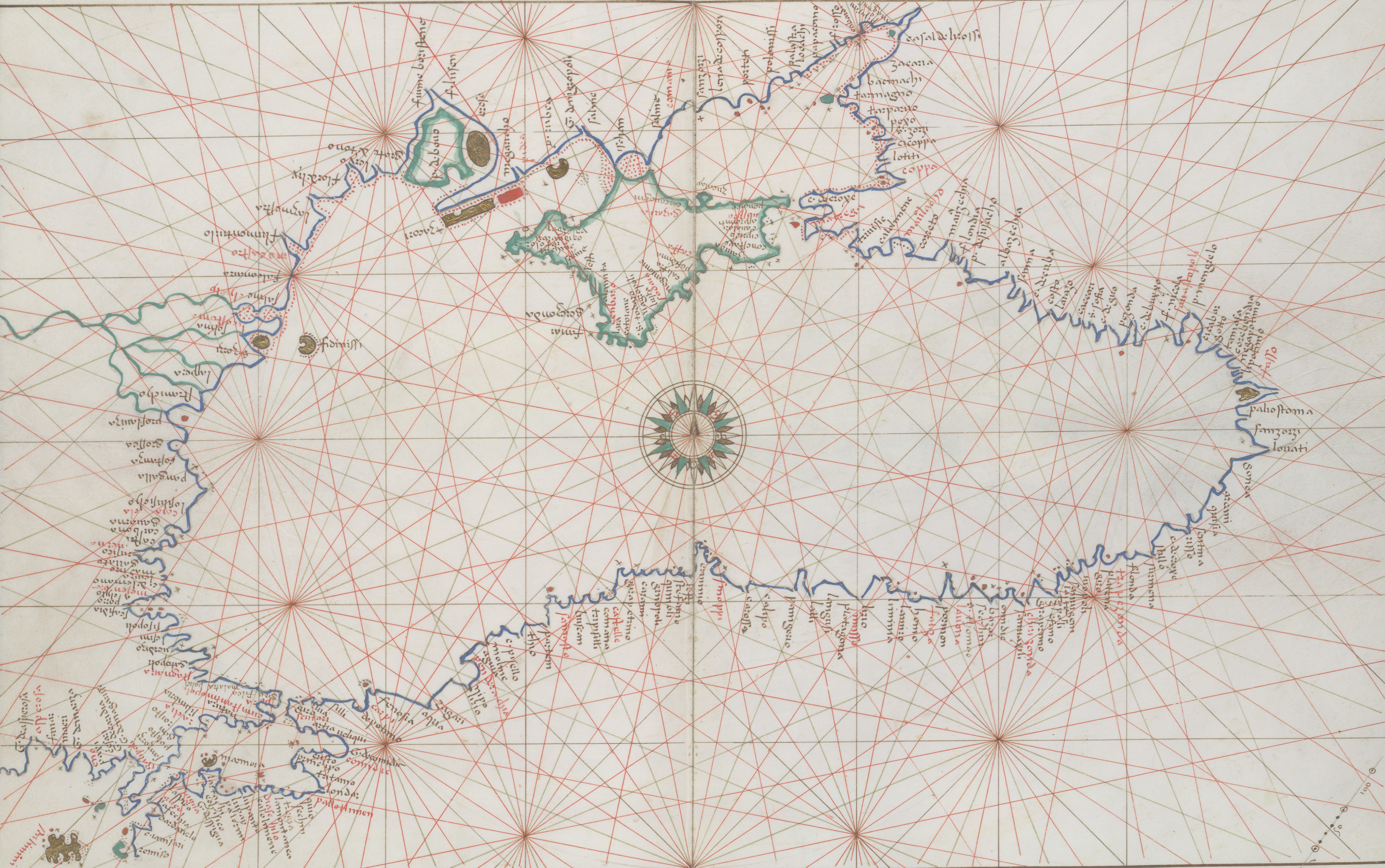
Carta náutica de 1553 menciona un flumen Londia y un Porto di Susacho en la costa noreste del Mar Negro, nombres que posiblemente derivan de Londres y Sussex, por lo que podrían atestiguar la existencia de Nova Anglia.

Nova Anglia (en inglés antiguo: Nīwe Englalond) fue una colonia fundada a fines del siglo XI por refugiados ingleses que huían de Guillermo el Conquistador en el noreste del mar Negro. Su existencia está atestiguada en dos fuentes posteriores.
Cuentan la historia de un viaje desde Inglaterra a través del mar Mediterráneo que les condujo a Constantinopla, donde los ingleses lucharon contra el asedio de los infieles y fueron recompensados por el emperador bizantino Alejo I Comneno. A un grupo de ellos se les dio tierra al noreste del Mar Negro, y renombraron su territorio como "Nova Anglia".
Estos relatos se ven puestos en duda por la presencia de elementos fantasiosos. Pero hay indicios como la confirmada presencia de ingleses en la guardia varega y en la presencia de topónimos en cartas náuticas medievales que muestran lugares como Londina y Susaco (actual Novorossiysk) que puede que derive de Sussex.

## Relato
En el Játvarðar Saga se relata que cuando los rebeldes ingleses, que luchaban contra Guillermo el Conquistador, se enteraron de que el rey danés Sveinn Ástríðarson no los ayudaría más, acordaron dejar Inglaterra y dirigirse a Constantinopla (Miklagarðr). Partieron en 350 barcos, una "gran hueste" y "tres condes y ocho barones", todos dirigidos por un "conde de Siward de Gloucester" ( Sigurðr jarl af Glocestr). Navegaron pasando por Pointe Saint-Mathieu (Matheus-nes), Galicia (Galizuland), a través del Estrecho de Gibraltar (Nörvasundz) hasta Ceuta (Septem). Capturaron Ceuta, mataron saquearon la ciudad. Después de Ceuta se apoderaron de Mallorca y Menorca, antes de embarcarse hacia Sicilia, donde se enteraron de que Constantinopla era asediada.
Los ingleses navegaron a Constantinopla, venciendo a la flota sitiadora y limpiando al ejército pagano. El gobernante de Constantinopla, Alejo I Comneno (Kirjalax), se ofreció a tomar a los ingleses en servicio, permitiéndoles vivir en Constantinopla como sus guardaespaldas, "como era la costumbre de los varegos que estaban a su sueldo".  Si bien a algunos ingleses les gustó esta idea, Earl Siward y algunos otros deseaban un reino propio para gobernar hasta la vejez. Alejo les habló de una tierra sobre el mar que anteriormente había estado bajo el emperador de Constantinopla, pero ahora estaba ocupada por paganos.  El emperador concedió esta tierra a los ingleses y un grupo liderado por el conde Siward navegó hacia esta tierra mientras otro grupo de ingleses permanecía al servicio de Alejo.  La tierra se encontraba "6 días al norte y noreste de Constantinopla" y fue ganada por Earl Siward, quien después de muchas batallas ahuyentó a los paganos. La llamaron "England" y las principales ciudades del territorio se llamaron "London", "York" y "por los nombres de otras grandes ciudades de Inglaterra".  Los ingleses no adoptaron la "ley de San Pablo" (la liturgia del rito oriental), sino que buscaron obispos y otros clérigos del Reino de Hungría. Se dice que los descendientes de estos ingleses permanecieron en la región desde entonces.
La historia contada por Chronicon Universale Anonymi Laudunensis es en gran medida la misma, pero tiene algunas variantes. No nombra al rey danés (Sveinn Ástríðarson), nombrado como "Sveinn hijo de Ulf" por la Saga Játvarðar. Asimismo, no menciona la ruta que tomaron los ingleses hacia el Mediterráneo, ruta agregada por los autores islandeses probablemente de "conocimiento general". Hay otras pequeñas variantes, como, por ejemplo, "Guillermo rey de Inglaterra" (Willelmus rex Anglie) en el Chronicon es llamado por la saga Játvarðar "Guillermo el Bastardo" (Viljálmr bastharðr), "Sicilia" en la saga es "Cerdeña" en el Chronicon, los nombres de las ciudades (Londres y York) no son dados por el Chronicon, y la "Nueva Inglaterra" (Nova Anglia) del Chronicon es llamada sólo "Inglaterra" por la saga. Una variante más grande es que el Conde "Siward" (Sigurðr) de la saga es llamado Stanardus por Chronicon. Sin embargo, la mayor parte de la narrativa es en gran parte la misma, el número y las filas de los condes y barones, sus barcos, al igual que la distancia de navegación desde Constantinopla a la colonia. El Chronicon, después de su relato de la fundación de Nova Anglia, agrega que cuando Alejo envió a un funcionario para recibir tributo de ellos, los "ingleses del este" (Angli orientales) mataron al funcionario; se dice que los ingleses que permanecieron en Constantinopla, temiendo que Alejo se vengara de ellos, huyeron a Nueva Inglaterra y se dedicaron a la piratería .

## Historicidad

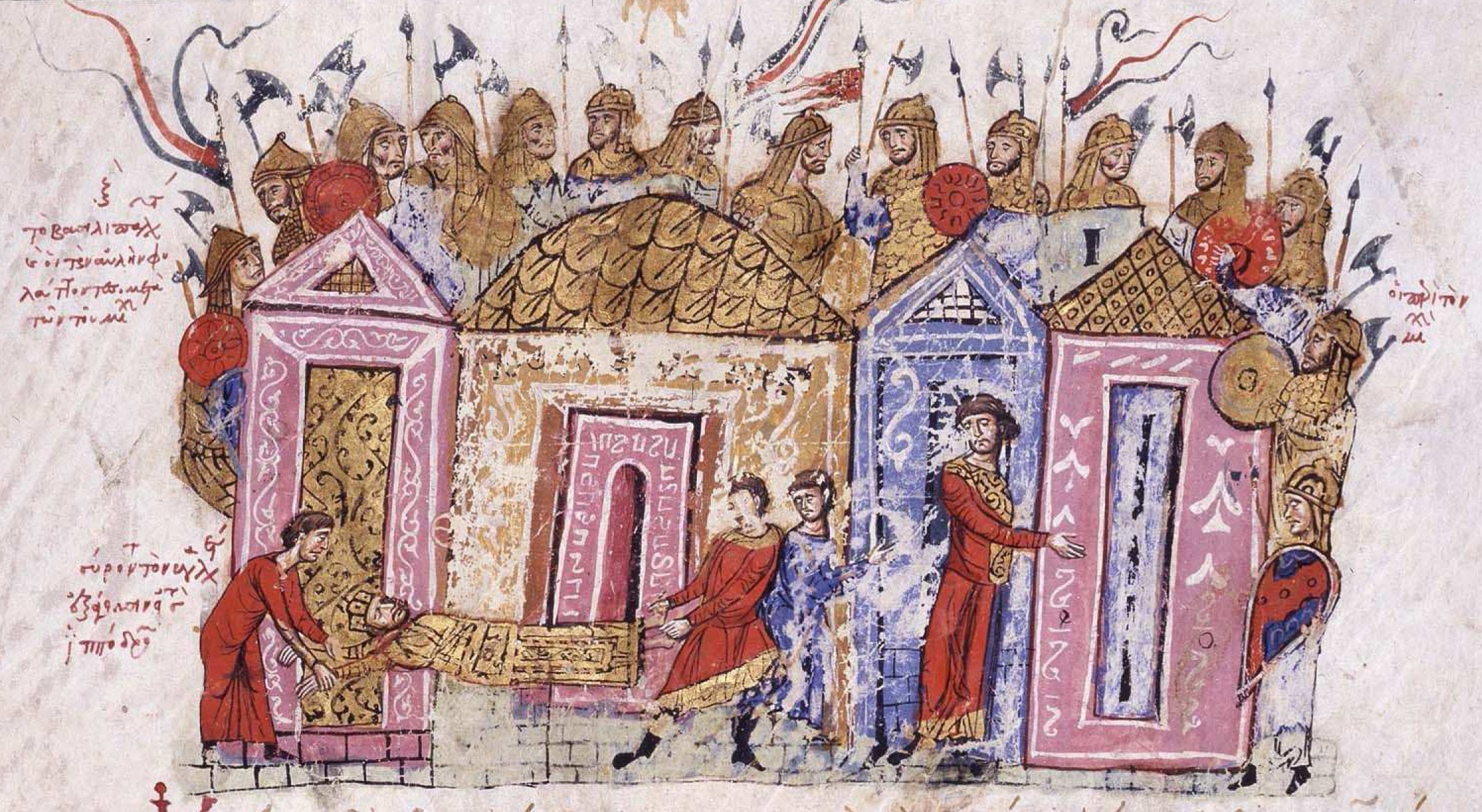
Guardias varegos, una ilustración del Skylitzes Matritensis; muchos de los miembros de la guardia varega eran ingleses a fines del.

En general, los historiadores están de acuerdo en que los ingleses, anglosajones, emigraron a Constantinopla en estos años y se unieron a la Guardia Varega. Una fuente más confiable, más cercana a los hechos en cuestión, es la Historia Eclesiástica de Orderico Vital. Orderico, después de un relato de la conquista normanda de Inglaterra y el fracaso de la rebelión del norte, resumió las respuestas de los ingleses derrotados de la siguiente manera:
Y así los ingleses se quejaron en voz alta por su libertad perdida y conspiraron incesantemente para encontrar alguna forma de sacudirse un yugo tan intolerable y desacostumbrado. Algunos se acercaron a Sveinn, rey de Dinamarca, y lo instaron a reclamar el reino de Inglaterra... Otros se fueron al exilio voluntario para que pudieran encontrar en el destierro la libertad del poder de los normandos o conseguir ayuda extranjera y regresar y librar una guerra de venganza. Algunos de ellos que aún estaban en la flor de su juventud viajaron a tierras remotas y valientemente ofrecieron sus armas a Alejo, emperador de Constantinopla, un hombre de gran sabiduría y nobleza. Roberto Guiscardo, duque de Apulia, se había alzado en armas contra él en apoyo de Miguel, a quien los griegos, resentidos por el poder del Senado, habían expulsado del trono imperial. En consecuencia, los exiliados ingleses fueron recibidos calurosamente por los griegos y fueron enviados a la batalla contra las fuerzas normandas, que eran demasiado poderosas para los griegos solos. El emperador Alejo sentó las bases de una ciudad llamada Civitot para los ingleses, a cierta distancia de Bizancio; pero más tarde, cuando la amenaza normanda se hizo demasiado grande, los llevó de regreso a la ciudad imperial y los puso para proteger su palacio principal y tesoros reales. Ésta es la razón del éxodo de los sajones ingleses a Jonia; los emigrantes y sus herederos sirvieron fielmente al santo imperio, y todavía son honrados entre los griegos por el emperador, la nobleza y el pueblo por igual.
Más allá de este relato, los detalles de la historia de Nova Anglia son difíciles de verificar; las fuentes son tardías, y muchos de los elementos son algo fantásticos.
Sin embargo, muchos historiadores han abrazado la historicidad de la colonia. Shepard argumentó que el Siward del relato es Siward Barn, un rebelde inglés de alto rango del que se tuvo noticia por última vez en 1087, cuando fue liberado de la prisión por el moribundo rey Guillermo I. Siward era el inglés con más tierras en Gloucestershire durante ese tiempo, pero como este Siward estuvo encarcelado entre 1071 y 1087, no pudo haber estado en Constantinopla en 1075, el año en que el Chronicon hizo llegar a los ingleses. Shepard reinterpretó así el relato para que coincidiera con ciertos eventos históricos, argumentando que el viaje de estos varangianos ingleses tuvo lugar después de la llamada de auxilio de Alejo en 1091, y que la flota inglesa es la misma que la operada por Edgar el Ætheling . Más tarde, Shepard intentó identificar restos de topónimos ingleses en Crimea, incluido uno que identificó como "Londres".

### Presencia de ingleses
Una referencia más a los ingleses en Constantinopla se puede encontrar en el relato de la Cuarta Cruzada en 1205 por Geoffroy de Villehardouin, "La conquista de Constantinopla", como sigue:
Los franceses colocaron dos escaleras de mano contra una barbacana cerca del mar. El muro aquí estaba fuertemente protegido por ingleses y daneses, y la lucha que siguió fue férrea, dura y feroz.

### Topónimos
La evidencia de cinco topónimos en cartas náuticas de navegantes italianos, españoles y griegos de la costa norte del Mar Negro apoyan la visión de una Nueva Inglaterra medieval al este de Constantinopla. Es posible que Susaco (o Porto di Susacho) derive de la palabra "Saxon" o "South Saxons" (del Reino de Sussex, ahora Sussex). Este puede ser el lugar que dio su nombre a la fortaleza otomana de Sudschuk-ckala'h o Sujuk -Qale, ahora el sitio de la ciudad portuaria rusa de Novorossiysk.
Los cartas náuticas medievales también muestran Londina, un lugar en la costa norte del Mar Negro al noroeste de Susaco que dio su nombre al río Londina y puede derivar del topónimo Londres.

## Otras lecturas
- Fell, Christine (1972), «The Icelandic Saga of Edward the Confessor: The Hagiographic Sources», Anglo-Saxon England (Cambridge: Cambridge University Press) 1: 247-58, ISSN 0263-6751, doi:10.1017/s0263675100000181.
- Head, Constance (1977), «Alexios Comnenos and the English», Byzantion : Revue Internationale des Études Byzantines (Brussels: Fondation Byzantine) 47: 186-98, ISSN 0378-2506.
- Shepard, Jonathan (1978), «Another New England? — Anglo-Saxon Settlement on the Black Sea», Byzantine Studies (Tempe: Arizona University Press), 1:1: 18-39.
- Theodorescu, R. (1981), «Marginalia to the 11th Century Anglo-Saxons in the Pontic Area», Revue Roumaine d'Histoire (Bucureşti: Academia Republicii Socialiste România) 20: 637-45, ISSN 0556-8072.
- Vasiliev, A. A. (1937), «The Opening Stages of the Anglo-Saxon Immigration to Byzantium in the Eleventh Century», Annales de l'Institut Kondakov (Praga: Institut imeni N. P. Kondakova) 9: 247-58.